# Лудолф I фон Вьолтингероде
Лудолф I фон Вьолтингероде (на немски: Ludolf I, Graf von Wöltingerode; * пр. 1100; † 20 февруари 1153) е граф на Вьолтингероде (днес в Гослар, Долна Саксония), фогт на „Св. Симон и Юдас“ в Гослар, фогт на Георгенберг. Той е баща на графовете фон Вьолтингероде-Волденберг и бургграфовете на Харцбург.

## Произход и наследство
Син е на фон Вьолтингероде.
Лудолф I фон Вьолтингероде умира на 20 февруари 1153 г. и е погребан във Вьолтингероде. През 1174 г. графовете Лудолф II, Хогерус и Борхардус фон Волденберг превръщат замъка Вьолтингероде на бенедиктински манастир. С измирането на фамилията собствеността им отива през 1383 г. на манастир Хилдесхайм.
Лудолф I е дядо на Буркард I фон Волденберг († 1235), архиепископ на Магдебург (1232 – 1235), и прадядо на Хайнрих фон Волденберг († 1318), епископ на Хилдесхайм (1310 – 1318), и Хайнрих I фон Барби († сл. 1327/1338/1351), елект/епископ на Бранденбург (1324 – 1327).

## Фамилия
Лудолф I фон Вьолтингероде се жени пр. 11 април 1174 г. за Мехтилдис († пр. 11 април 1174/ 28 февруари пр. 1174). Те имат децата:
- Лудолф II фон Волденберг-Вьолтингероде († 5 декември 1190/сл. 1888), женен за Гута фон Липе († 24 януари)/ или Аделхайд фон Халермунд; има шест деца:
  - Буркард I фон Волденберг († 1235, Константинопол), архиепископ на Магдебург (1232 – 1235)
- Людигер II фон Вьолтингероде († 11 август 1152, битка при Харцбург)
- Буркард I фон Вьолтингероде-Волденберг († сл. 28 май 1189), граф на Вьолтингероде-Волденберг, бургграф на замък Харцбург, женен за фон Асел; има 4 деца
- Конрад фон Вьолтингероде († сл. 1179)
- Хойер I фон Вьолтингероде-Харцбург († сл. 11 декември 1188, погренбан в „Св. Паул“, Антиох), граф на Вьолтингероде, бургграф на замък Харцбург, женен за Юдит († сл. 21 октомври 1174); има двама сина и две дъщери
- Мехтилд фон Вьолтингероде († сл. 1174), омъжена пр. 18 октомври 1147 г. за граф Дитрих I фон Вердер ан дер Нете († ок. 14 октомври сл 1172/1174)